# La Pimpinella Escarlata
La Pimpinella Escarlata és una novel·la de capa i espasa d'Emma Orczy, baronessa britànica d'origen hongarès. Es publicà a Londres al 1905. La seua autora emigrà d'Hongria de menuda amb els seus pares i escrigué dotzenes de llibres, però foren precisament aquestes novel·les les que la immortalitzaren.
És la història de sir Percy Blakeney, conegut en la societat britànica georgiana per estar més interessat en la seua roba que en qualsevol altre tema. Però duu una vida doble com «la Pimpinela Escarlata», salvador d'aristòcrates i innocents durant el Regnat del Terror després de la Revolució francesa.
Percy s'assegui traït per la seua esposa, l'actriu francesa Marguerite St. Just, i és perseguit per l'agent republicà francés Chauvelin.
La Pimpinela forma part d'una llarga sèrie d'herois literaris i de còmics amb «doble identitat», com don Diego de la Vega/El Zorro, de Johnston McCulley, don César de Echagüe/El Coyote, de Josep Mallorquí i molts altres.
Algunes adaptacions s'han utilitzat en desenes de pel·lícules, sèries televisives i comèdies musicals sobre el tema, la més recordada n'és la del 1934, protagonitzada per Leslie Howard i Merle Oberon.
Se sobrenomenen amb aquest malnom o semblants persones que han salvat d'altres en circumstàncies políticament compromeses, com el cas del reverend Donald Caskie (1902-1983), Varian Fry (1907-1967), Hugh O'Flaherty i els diplomàtics suecs Raoul Wallenberg i Harald Edelstam.
A Nelson Mandela li deien The Black Pimpernel.